# Словаци у Мађарској
Словаци у Мађарској (словен. Maďarskí Slováci, мађ. magyarországi szlovákok и magyarországi tótok) су четврта мањинска популација у Мађарској, после Рома, Немаца и Румуна. Према микроцензусу из 2016. године, у мађарској држави живи 29.794 Словака. Број људи који говоре словачки језик износи 56.107, али то укључује и етничке Мађаре из Словачке. Према проценама мањинских организација, број људи словачког порекла могао би да буде и до 100.000-110.000. Дакле, процењена популација Словака у Мађарској се креће од 0,18% до 1,1% укупног становништва, у зависности од критеријума.[.

## Историја

### Рани средњи век
Присуство словачке националности на територији данашње Мађарске датира још из средњег века. У 9. и 10. веку територије насељене Словенима биле су део Велике Моравске. Након тога, у 9. веку ове области су укључене у састав „Кнежевине Мађарске” из које је настала мађарска краљевина 1000. године нове ере.

### Ренесанса
У 16. веку, после Мохачке битке током турских ратова, Краљевина Мађарска је подељена на три дела, а региони насељени Словацима су углавном постали део Краљевине Мађарске контролисане од стране Хабзбуршке монархије. Након пораза Османлија крајем 17. века, сва подручја насељена Словацима су укључена у састав Хабзбуршке Краљевине Мађарска. У то време, Словаци су углавном живели у северним деловима земље, често називаним Горња Мађарска (данас углавном део Словачке).

### Просветитељство
У 18. и 19. веку, неки словачки мигранти почели су да се насељавају у друге жупаније (у северним деловима данашње Мађарске) и развили јак међусобни језички контакт са Мађарима, а касније су се такође населили у неким јужним регионима. Након периода словачког захтева за аутономијом у оквиру Хабзбуршке Краљевине Мађарске, дошло је до сукоба између Словака и Мађара.

### После Тријанонског споразума
Према Тријанонском уговору из 1920. године, већина словачких територија предратне Краљевине Мађарске постала је део Чехословачке.  Неки Словаци су, међутим, остали у границама пост−тријанонске Мађарске. Према аустроугарским подацима из 1900. године на територији данашње Мађарске било је 192.200 Словака (2,8% укупног становништва).  Према мађарском попису, 141.882 људи говорило је словачким језиком 1920. године.

### После Другог светског рата]
Чехословачко-мађарска размена становништва која се догодила после 1920. године, поновила се после Другог светског рата када се око 73.000 Словака преселило из Мађарске у Словачку.

## Демографске промене
| 1949.                                         | 1960.  | 1970.  | 1980.  | 1990.  | 2001.  | 2011.  |
| 25 988                                        | 30 690 | 21 176 | 16 054 | 10 459 | 17 693 | 29 647 |
| Пописни подаци сакупљени између 1920. и 2011. |        |        |        |        |        |        |